# Satyagraha House
 (mars 2025).
Satyagraha House, ou Maison Satyagraha est un musée et maison d’hôte à Johannesbourg. Entre 1908 et 1909, Mahatma Gandhi et Hermann Kallenbach vivent dans cette maison. La Maison, dénommée Kraal à l'origine, est un site classé de Johannesbourg.

## Son histoire
Construite par l’architecte allemand Kallenbach au début du XXème siècle, cette maison a hébergé l’architecte ainsi que son très cher ami Mohandas Gandhi qui était alors avocat à Johannesburg.
Gandhi était très actif pour les Indiens vivant en Afrique du Sud afin de leur permettre de ne pas être discriminés et de pouvoir vivre et circuler librement en Afrique du Sud.
Dès 1908, il s’oppose au gouvernement sud-africain et fera son premier séjour en prison. Il théorisera durant son séjour la Satyagraha (la lutte par la force de la vérité ou lutte par la non-violence). Il effectuera durant toute sa vie de nombreuses luttes (Satyagrahas) mais il théorisera cette philosophie durant ces années sud-africaines.
Cette maison est construite dans la campagne proche de Johannesburg (aujourd'hui le quartier d'Orchards) et porte alors le nom de Kraal (la ferme). Construite par Kallenbach, elle est composée d’un toit de chaume arrondi porté par de magnifiques charpentes en bois.

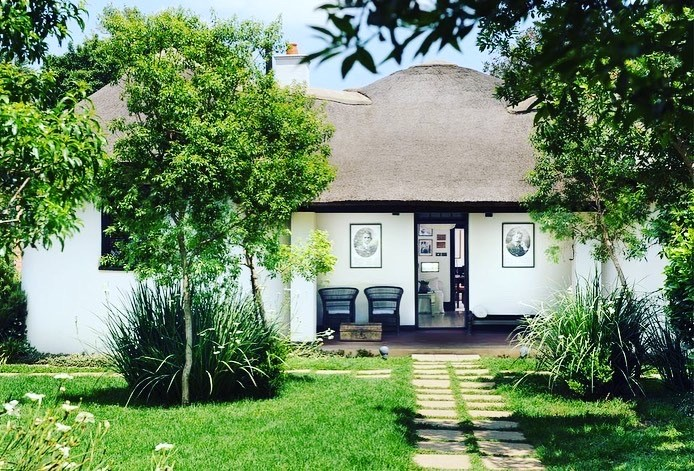

Gandhi a effectué de nombreux séjours dans cette maison qui lui permettait de demeurer proche de Johannesburg, de Pretoria (où il négociait avec Jan Smuts). Il est admis que Gandhi se recueillait souvent dans la mezzanine de la maison, un petit espace sous le toit de l'ancienne cuisine et accessible par une simple échelle dont demeure l’un des crochets à laquelle elle était accrochée.
Si Gandhi ne se soucie alors que des Indiens, l’Indian Congress servira de modèle pour la lutte des Noirs en Afrique du Sud qui créeront l’ANC (African National Congress). Toutefois, Gandhi a été le premier à lutter contre la ségrégation en Afrique du Sud alors que ce pays se construisait à peine. Il occupe donc à ce titre une part importante dans l’Histoire du pays au point que sa vie, sa présence sont fortement citées dans les musées les plus importants de la ville (Constitution Hill avec une magnifique exposition permanente qui lui est dédiée et surtout le Musée de l’Apartheid)

## Aujourd’hui
Fin août 2009, la maison, devenue une maison de famille classique, deviendra la propriété de Voyageurs du Monde, et sera alors dénommée Satyagraha House. Elle sera, dès lors, classée au patrimoine de la ville de Johannesburg et de la région du Gauteng.
Cette maison appartenait à la famille Ball, un couple composé d’un sud-africain (anglophone) et d’une artiste américaine originaire du Wisconsin. Ils en étaient les propriétaires depuis le début des années 80 et y ont vu grandir leurs enfants.
Cette maison est située dans le quartier d'Orchards, voisin du chic quartier de Houghton et de Norwood. C’est un quartier résidentiel de classes moyennes qui demeure agréable avec ses rues désertes mais bordées de grandes arbres (jacarandas). La maison est située dans Pine Road, une rue privée. Dans cette petite rue il y a quatre maisons (deux de chaque côté) et une synagogue ainsi qu’un espace vert assez vaste mais non aménagé ainsi que d’un parking face à ce lieu de culte.
Après 2 ans de rénovation et de mise en place du musée et de la rénovation totale du jardin, la maison ouvrira ses portes au public, en août 2011.
Elle se compose des éléments suivants :
- un terrain arboré d’un total de 1500m² avec de nombreuses essences, fleurs, arbres et recoins.
- Une bâtisse à l’entrée qui dispose d’un toit de chaume et coupée en deux avec une partie (atelier) et un autre garage.
- Un grand portail permet aussi de garer à ce jour deux voitures et d’accéder à un passage protégé par des arbres à gros feuillage.
- Une maison : La maison composée d’une entrée salon avec de chaque côté deux chambres situées dans des excroissances de la maison en forme de rondavelle. Après ce salon, on arrive dans l’actuelle salle à manger, la plus belle pièce de la maison avec une grande baie vitrée et une visibilité vers la     « fameuse » mezzanine et une belle hauteur sous plafond. À gauche, on accède à l’escalier vers la mezzanine, à une cave et à  la cuisine d'origine (aujourd'hui dédiée au musée). Tout droit, en quittant la salle à manger, se trouve un couloir qui, à droite, dessert une chambre charmante équipée également d’une petite salle de bain. Tout droit et en descendant quelques marches se trouve la grande chambre. Issue d’une extension du bâtiment originel, cette chambre est grande et très lumineuse. Le sol de la maison est d’origine, des tomettes et un parquet qui seront conservés et rénovés.
- Le cottage: quand on rentre par l’entrée piétonne et principale à droite de la maison se trouve un cottage construit dans le même style et très agréable; on y entre dans petit salon avec une cheminée qui dessert deux chambres. La charpente, magnifique, invite à lever le visage et envisager une mezzanine. L’atmosphère de cet espace est très agréable.

## La Rénovation

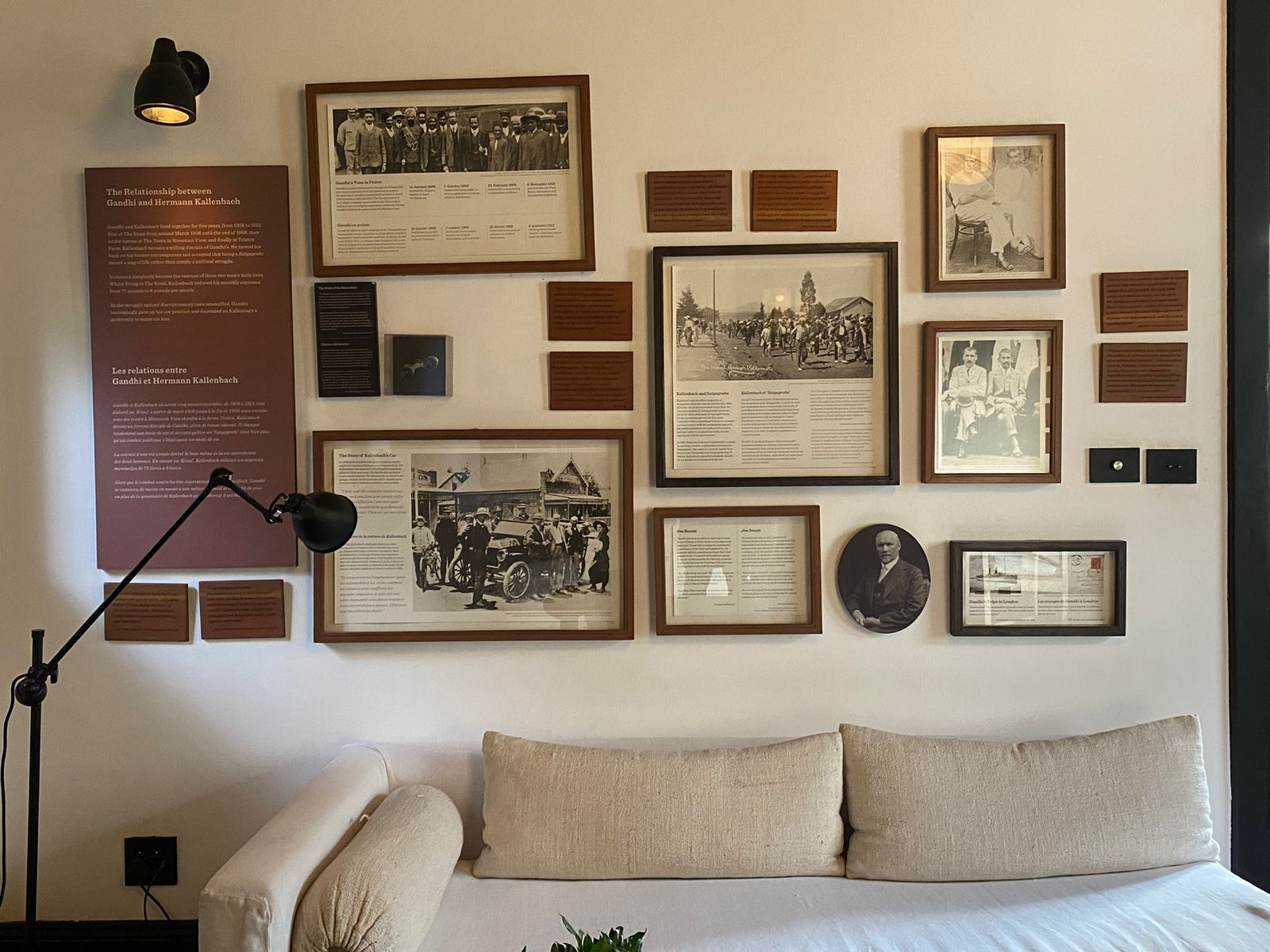

Satyagraha House devient un lieu dont la fonction principale est d’être dédié à la mémoire de la Satyagraha et de Gandhi et de cette partie méconnue de l'histoire sud-africaine. Un lieu paisible, simple, calme et parsemé d’objets, de photographies, de citations qui inscrivent la maison dans son histoire (le début du XXème siècle) et dans celle de son illustre occupant (Gandhi).
Pour financer la préservation du patrimoine et celui du personnel dédié, il a été décidé d'y insérer une activité économique, une maison d'hôtes.
Ce lieu a vocation à être le plus neutre possible pour l’environnement, dans lequel les matériaux utilisés seront pensés, la gestion de l’énergie également (tant le chauffage que l’électricité), la gestion de l’eau maîtrisée. Une installation de panneaux solaires réalisée en 2023 permet à la propriété d'être quasiment autonome en énergie (et de se prémunir des coupures régulières d'électricité). Tout doit être en cohérence avec le lieu et l’esprit qui s’en dégage.
Les chambres : la maison est composée de 7 chambres, 2 dans la maison principale, 1 dans le cottage (avec deux chambres, idéale pour les familles mais aussi aménagée pour accueillir des personnes à mobilité réduite) et 5 dans des constructions ajoutées lors de la rénovation.
Il s’agit d’un lieu de mémoire et un lieu aussi de calme et de bien-être. Il sera à la fois austère et chaleureux, vide et confortable, calme et inspirant la sérénité. Pour réussir ce prodige et surtout alimenter cette maison en objet, image et information, voici les principaux contributeurs au projet depuis son origine :
- Rocco Bosman: architecte spécialisé dans la rénovation patrimoniale, Rocco Bosman a fait de ce projet, celui de sa vie. Il a piloté l'ensemble du projet architectural ainsi que tous les travaux pour rénover le patrimoine et construire également de nouvelles bâtisses cohérentes et en respect des règles sud-africaines en termes de monuments historiques.
- Eric Itzkin : spécialiste de l'histoire de Gandhi en Afrique du Sud, cet homme validera tous les sujets, de l'approche du musée et sa précision historique aux divers principes qui y seront véhiculés.
- Lauren Segal: Muséologue, autrice de l'exposition Gandhi à Constitution Hill et auteure du musée de l'holocauste et des génocides de Johannesburg, elle sera en charge de toute la conception du musée, de sa mise en scène et du contenu qui en fait aujourd'hui le musée de référence sur la vie de Gandhi en Afrique du Sud.
- Christine Puech, assistée d'Amit Zadok, gèreront tous les aspects décoratifs de la maison et des pièces alentour. Elles ont choisi et chiné un mobilier simple d’Afrique du Sud ou d'Inde. Un mobilier simple et ancien qui vient accompagner une décoration soignée sur le thème du noir et du blanc.
- Jean François Rial, président de Voyageurs du Monde, est celui qui a acheté la maison et eu cette vision afin qu'elle devienne un patrimoine autonome et qu'elle puisse, par son existence, être le témoin de la vie de Gandhi, homme universel, qu'il admire tant. Il sera assisté dans ce projet et jusqu'à aujourd'hui par Fabrice Dabouineau, qui coordonnera en son nom tout le projet depuis les premiers jours et dirige aujourd'hui la société sud-africaine Satyagraha House.

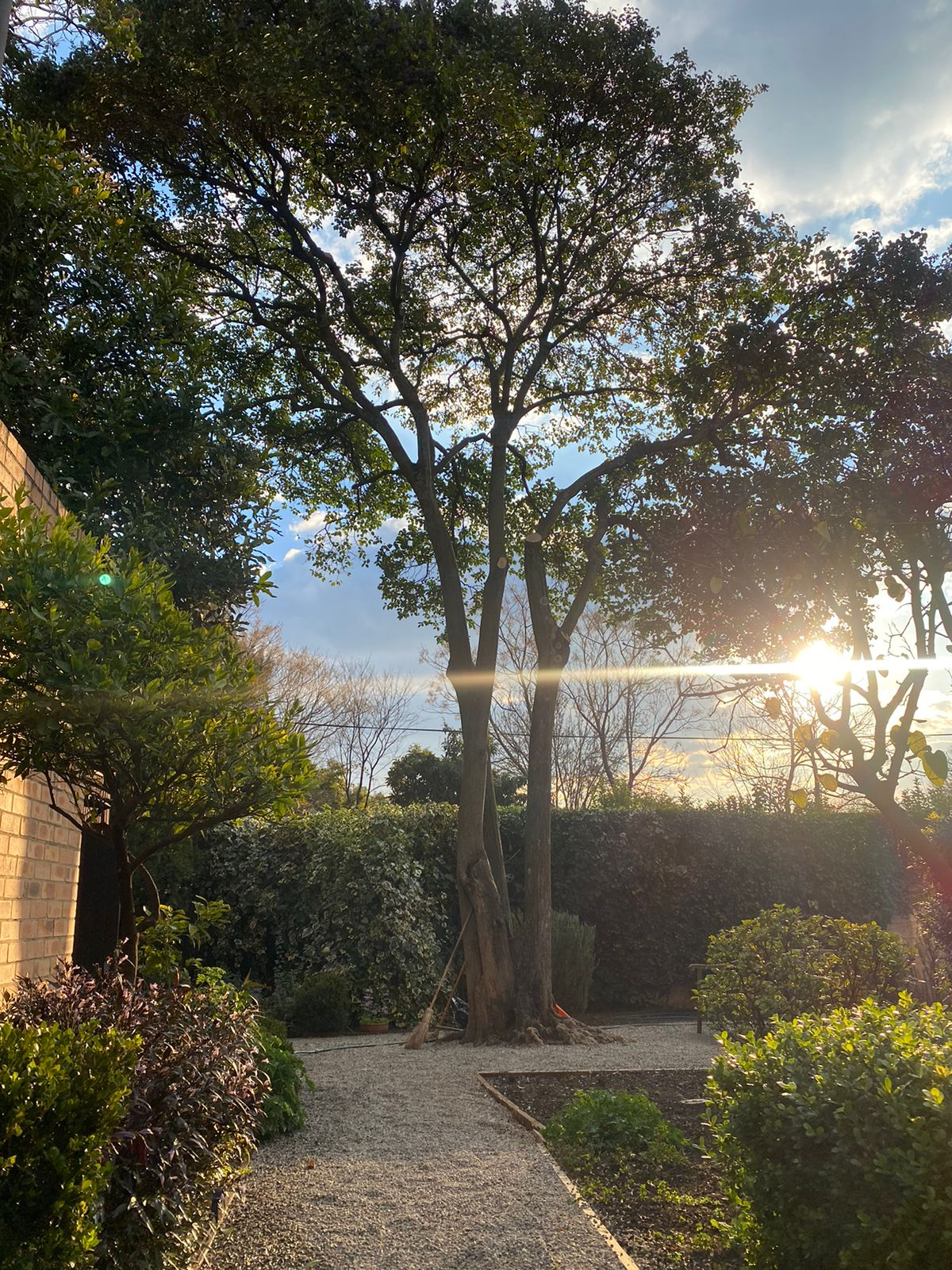

Cette maison dédiée à la Satyagraha et à Gandhi est devenue un lieu de vie accueillant de très nombreux visiteurs et hébergeant aussi de nombreux touristes et Sud-africains chaque année, désireux de vivre une expérience hôtelière singulière. 12 salariés veillent sur les lieux, le préservent et le maintiennent tout en assurant à leurs hôtes un niveau de service assez rare en Afrique du Sud. Une table d'hôtes est aussi réservée à ceux qui y séjournent. Les plats qui y sont proposés sont exclusivement végétariens et aucun alcool n'y est servi par respect pour le lieu et pour les descendants de Gandhi et de ses compères (dont Thambi Naidoo) qui vivent encore en Afrique du Sud et viennent régulièrement sur les lieux.
Maison d'hôtes, mais aussi musée ouvert au public (et gratuit pour les Sud-africains), la Satyagraha House est aussi un lieu de résidence pour certains artistes. Écrivains, chanteurs ou peintres aiment à y séjourner pour s'imprégner de la paix du lieu, bien qu'il soit situé non loin de la très animée avenue Louis Botha.
Pour en savoir plus...